# Gimnasia en los Juegos Olímpicos de Londres 2012 – Trampolín masculino
El evento de trampolín masculino de gimnasia en los Juegos Olímpicos de Londres 2012 tuvo lugar el 3 de agosto en el North Greenwich Arena.

## Horario
Todos los horarios están en Tiempo Británico (UTC+1)
| Fecha                        | Tiempo | Ronda                     |
| ---------------------------- | ------ | ------------------------- |
| Viernes, 3 de agosto de 2012 | 14:00  | Clasificaciones y finales |

### Clasificación
| Posición | Atleta                  | Obligatorio | Voluntario | Penalización | Total   | Notas |
| -------- | ----------------------- | ----------- | ---------- | ------------ | ------- | ----- |
| 1        | Dong Dong (CHN)         | 51.160      | 61.735     |              | 112.895 | Q     |
| 2        | Dmitry Ushakov (RUS)    | 50.705      | 61.900     |              | 112.605 | Q     |
| 3        | Lu Chunlong (CHN)       | 51.064      | 61.235     |              | 112.299 | Q     |
| 4        | Masaki Ito (JPN)        | 49.990      | 59.820     |              | 109.810 | Q     |
| 5        | Yasuhiro Ueyama (JPN)   | 49.554      | 60.255     |              | 109.809 | Q     |
| 6        | Jason Burnett (CAN)     | 49.670      | 59.395     |              | 109.065 | Q     |
| 7        | Gregoire Pennes (FRA)   | 49.770      | 57.769     |              | 107.539 | Q     |
| 8        | Nikita Fedorenko (RUS)  | 49.865      | 57.205     |              | 107.070 | Q     |
| 9        | Henrik Stehlik (GER)    | 48.435      | 57.630     |              | 106.065 |       |
| 10       | Peter Jensen (DEN)      | 48.915      | 55.780     |              | 104.695 |       |
| 11       | Flavio Cannone (ITA)    | 47.450      | 56.720     |              | 104.170 |       |
| 12       | Viachaslau Modzel (BLR) | 47.700      | 56.180     |              | 103.880 |       |
| 13       | Blake Gaudry (AUS)      | 49.260      | 34.995     |              | 84.255  |       |
| 14       | Yuriy Nikitin (UKR)     | 48.935      | 30.165     |              | 79.070  |       |
| 15       | Diogo Ganchinho (POR)   | 48.800      | 12.640     |              | 61.440  |       |
| 16       | Steven Gluckstein (USA) | 48.855      | 12.165     |              | 61.020  |       |